# 広瀬裕也と宮本侑芽のとりあえずRADIO

## アニメGRIDMAN ラジオ とりあえずUNION
TVアニメ『SSSS.GRIDMAN』のアニラジであり、『広瀬裕也と宮本侑芽のとりあえずUNION』の前身番組。
番組内での挨拶は「グリにちは」。タイトルコールの際にパーソナリティ２人がかならず「せーの」と掛け声をあわせるのが番組の通例であり、パーソナリティ２人・番組ゲストは自己紹介の際に自身のあだ名を名乗ることが多い。通称は「とりあえずユニオン」となっている。
番組リスナーの事を「アシストウェポン」と呼称し、メール投稿者のラジオネームは「アクセスネーム」となっている。
愛称およびXなどでの番組ハッシュタグは「とりユニ」「グリラジ」である。
番組名は『SSSS.GRIDMAN』のオープニング曲である「UNION」のタイトルおよび歌詞の中にある「とりあえず同盟を結ぼうか」というフレーズから付けられている。
番組のOP・EDでは『SSSS.GRIDMAN』の主題歌「UNION」、「youthful beautiful」が流されている。また、各コーナー中に作曲家の鷺巣詩郎が手掛けるアニメ『SSSS.GRIDMAN』の劇伴が使われている。
2018年に行われた第5回アニラジアワードにて、「BEST FUNNY RADIO 大笑いラジオ賞」を獲得している。

### 『とりあえずUNION』のコーナー
- 『グリッドマントーク』[3]

アニメの感想やパーソナリティ・ゲスト宛てのふつおたを紹介してお喋りしていくコーナー。
- 『グリッドマンインフォメーション』[3]

アニメ「SSSS.GRIDMAN」に関する情報を紹介する広報コーナー。
- 『あなたのSSSS』[3]

パーソナリティ、ゲスト、リスナーが思う「SSSS」を募集するコーナー。アニメ「SSSS.GRIDMAN」監督の雨宮哲考案の企画。
- 『昔の○○ってすげえな』[3]

昔の家電やゲームなどの凄いと思ったところを募集するコーナー。アニメ「SSSS.GRIDMAN」監督の雨宮哲考案の企画。
- 『アシストーーク』[3]

リスナーがパーソナリティにアシストしてほしい悩みを募集。逆にパーソナリティからリスナーにアシストしてほしい悩みを相談してアドバイスをもらうコーナー。アニメ「SSSS.GRIDMAN」監督の雨宮哲考案の企画。
- 『グリッドマン大喜利』[3]

番組が出題する「こんなアシストウェポンは嫌だ」というようなお題に対してリスナーが大喜利メールを送るコーナー。広瀬裕也考案の企画。

### 『とりあえずUNION』配信情報
配信スケジュール・配信時間
毎週金曜日（2018年）。隔週金曜日（2019年 - 第25回）。毎月第2金曜日（第26回 - 最終回）。
| 放送回                  | パーソナリティ    | ゲスト             | 番組内容・備考                                                           | 配信日                                                      |
| ----------------------- | ----------------- | ------------------ | ------------------------------------------------------------------------ | ----------------------------------------------------------- |
| 第1回                   | 広瀬裕也 宮本侑芽 |                    |                                                                          | 2018年10月5日                                               |
| 第2回                   | 広瀬裕也 宮本侑芽 |                    |                                                                          | 2018年10月12日                                              |
| 第3回                   | 広瀬裕也 宮本侑芽 | 高橋良輔           |                                                                          | 2018年10月19日                                              |
| 第4回                   | 広瀬裕也 宮本侑芽 | 新谷真弓           |                                                                          | 2018年10月26日                                              |
| 第5回                   | 広瀬裕也 宮本侑芽 | 上田麗奈、OxT      |                                                                          | 2018年11月2日                                               |
| 第6回                   | 広瀬裕也 宮本侑芽 | 斉藤壮馬           |                                                                          | 2018年11月9日                                               |
| 第7回                   | 広瀬裕也 宮本侑芽 |                    |                                                                          | 2018年11月16日                                              |
| 第8回                   | 広瀬裕也 宮本侑芽 | 松風雅也           |                                                                          | 2018年11月23日                                              |
| 第9回                   | 広瀬裕也 宮本侑芽 |                    |                                                                          | 2018年11月30日                                              |
| 第10回                  | 広瀬裕也 宮本侑芽 |                    |                                                                          | 2018年12月7日                                               |
| 第11回                  | 広瀬裕也 宮本侑芽 | 稲田徹             |                                                                          | 2018年12月14日                                              |
| 第12回                  | 広瀬裕也 宮本侑芽 | 緑川光             |                                                                          | 2018年12月21日                                              |
| 第13回                  | 広瀬裕也 宮本侑芽 | 雨宮哲             |                                                                          | 2018年12月28日                                              |
| 第14回                  | 広瀬裕也 宮本侑芽 |                    |                                                                          | 2019年1月11日                                               |
| 第15回                  | 広瀬裕也 宮本侑芽 | 高橋良輔           |                                                                          | 2019年1月25日                                               |
| 第16回                  | 広瀬裕也 宮本侑芽 |                    |                                                                          | 2019年2月8日                                                |
| 第17回                  | 広瀬裕也 宮本侑芽 | 上田麗奈、斉藤壮馬 | 公開録音回を音源のみで放送。                                             | 2019年2月22日                                               |
| 第18回                  | 広瀬裕也 宮本侑芽 | 鈴村健一           |                                                                          | 2019年3月8日                                                |
| 第19回                  | 広瀬裕也 宮本侑芽 | 悠木碧             |                                                                          | 2019年3月22日                                               |
| 第20回                  | 広瀬裕也 宮本侑芽 |                    |                                                                          | 2019年4月5日                                                |
| 第21回                  | 広瀬裕也 宮本侑芽 |                    |                                                                          | 2019年4月19日                                               |
| 第22回                  | 広瀬裕也 宮本侑芽 |                    |                                                                          | 2019年5月6日                                                |
| 第23回                  | 広瀬裕也 宮本侑芽 |                    |                                                                          | 2019年5月17日                                               |
| 第24回                  | 広瀬裕也 宮本侑芽 |                    |                                                                          | 2019年5月31日                                               |
| 第25回                  | 広瀬裕也 宮本侑芽 |                    |                                                                          | 2019年6月14日                                               |
| 第26回                  | 広瀬裕也 宮本侑芽 |                    |                                                                          | 2019年7月12日                                               |
| 第27回                  | 広瀬裕也 宮本侑芽 |                    |                                                                          | 2019年8月9日                                                |
| 第28回                  | 広瀬裕也 宮本侑芽 | 小西克幸           |                                                                          | 2019年9月13日                                               |
| 第29回                  | 広瀬裕也 宮本侑芽 |                    |                                                                          | 2019年10月11日                                              |
| 第30回                  | 広瀬裕也 宮本侑芽 |                    |                                                                          | 2019年11月8日                                               |
| 第31回                  | 広瀬裕也 宮本侑芽 |                    |                                                                          | 2019年12月13日                                              |
| 第32回                  | 広瀬裕也 宮本侑芽 |                    |                                                                          | 2020年1月10日                                               |
| 第33回                  | 広瀬裕也 宮本侑芽 |                    |                                                                          | 2020年2月14日                                               |
| 第34回                  | 広瀬裕也 宮本侑芽 |                    |                                                                          | 2020年3月13日                                               |
| 第35回                  | 広瀬裕也 宮本侑芽 | 高橋花林           |                                                                          | 2020年4月10日                                               |
| 第36回                  | 広瀬裕也 宮本侑芽 | 三森すずこ         | 新型コロナウイルス感染予防対策の一環としてリモートでの収録を行っている。 | 2020年5月8日                                                |
| 第37回                  | 広瀬裕也 宮本侑芽 | 雨宮哲             |                                                                          | 2020年6月12日                                               |
| 第38回                  | 広瀬裕也 宮本侑芽 |                    |                                                                          | 2020年7月10日                                               |
| 新規録り下ろし特典vol.1 | 広瀬裕也 宮本侑芽 |                    |                                                                          | 「アニメGRIDMAN ラジオ とりあえずUNION ラジオCD vol.1」収録 |
| 新規録り下ろし特典vol.2 | 広瀬裕也 宮本侑芽 | 上田麗奈           |                                                                          | 「アニメGRIDMAN ラジオ とりあえずUNION ラジオCD vol.2」収録 |
| 新規録り下ろし特典vol.3 | 広瀬裕也 宮本侑芽 | 鬼頭明里           |                                                                          | 「アニメGRIDMAN ラジオ とりあえずUNION ラジオCD vol.3」収録 |
| 新規録り下ろし特典vol.4 | 広瀬裕也 宮本侑芽 |                    |                                                                          | 「アニメGRIDMAN ラジオ とりあえずUNION ラジオCD vol.4」収録 |

## 広瀬裕也と宮本侑芽のとりあえずRADIO
広瀬裕也と宮本侑芽のとりあえずRADIO（ひろせゆうやとみやもとゆめのとりあえずラジオ）は、インターネットラジオステーション音泉にて配信されている、声優の広瀬裕也と宮本侑芽がパーソナリティを務めるラジオ番組。

### 概要
アニメ『SSSS.GRIDMAN』の宣伝番組であるアニラジ『アニメGRIDMAN ラジオ とりあえずUNION』放送終了後、「この二人のラジオが終わってしまうのは勿体無い」というリスナーからのメールをきっかけに実現した番組。
『SSSS.GRIDMAN』のアニラジとしての番組では無くなったが、番組の主な内容・構成などは『とりあえずユニオン』と共通である。
アニメの宣伝媒体という枠組から外れたことにより、広瀬宮本についてのパーソナルなトークがメインとなっているが『とりあえずユニオン』から引き続き行われるコーナーは、名前・内容共に『とりあえずユニオン』と同じであり同様のトークが進められている。
番組内での挨拶は「とりにちは」。タイトルコールの際にパーソナリティ２人がかならず「せーの」と掛け声をあわせるのが番組の通例となっている。
愛称およびXなどでの番組ハッシュタグは「とりラジ」となっている。
番組リスナーの事を「アシスタント」と呼び、メール投稿者のラジオネームを「アシスタントネーム」と呼んでいる。これは本番組が毎年行われる「アニラジアワード」で何かしらの賞を獲る為に、番組リスナーに対して「ただのリスナーではなく賞を獲る為のサポーターになってほしい」という思いを込めているためである。
目標であるアニラジアワード受賞のため、常設の番組コーナーに「とりあえずかっこいい」、「とりあえずかわいい」などといったテーマのコーナーが主として存在していた。
また、番組冒頭のBGMを授賞式を連想させるような楽曲にする徹底ぶりであった。
ラジオ放送開始から第20回に至るまでアニラジアワード開催が延期され続けたことで2020年度・2021年度のアニラジを対象にして実施された第七回アニラジアワードの「最優秀男女ラジオ賞」にノミネートされたものの、受賞は叶わなかったことを報告している。
アニラジアワード開催後のラジオ第21回においてそれまでを第1シーズンとし、第21回放送以降は第2シーズンという形を取りアニラジアワード受賞という目標をいったん外して放送を継続している。

### 『とりあえずRADIO』のコーナー
- 『ふつおたコーナー』[49]

ふつうのおたよりを投稿するコーナー。
- 『とりあえずかわいい』[49]

小さな子どもや動物など「これはかわいかった」と感じたエピソードを投稿するコーナー。
アニラジアワードの「BEST CUTE RADIO かわいいラジオ賞」を受賞するために設けられたコーナー。
- 『とりあえずえっち』[49]

「これはえっちだなぁ」と感じるエピソードを投稿するコーナー。過激なものではなく、女性の仕草やうなじや二の腕といったトークしやすいものを募集している。
アニラジアワードの「BEST SEXY RADIO えっちなラジオ賞」を受賞するために設けられたコーナー。
- 『とりあえずためになる』[49]

身の回りのためになる情報を投稿するコーナー。
アニラジアワードの「BEST BENEFIT RADIO ためになるラジオ賞」を受賞するために設けられたコーナー。
- 『とりあえず癒し』[49]

身の回りの癒しを感じたエピソードを投稿するコーナー。
アニラジアワードの「BEST COMFORT RADIO 癒しラジオ賞」を受賞するために設けられたコーナー。
- 『とりあえずかっこいい』[49]

「これはかっこよかった」と感じたエピソードを投稿するコーナー。また、広瀬裕也に言われたら「気持ち悪いなあ」と思うセリフを募集するコーナー。
アニラジアワードの「BEST COOL RADIO かっこいいラジオ賞」を受賞するために設けられたコーナー。
気持ち悪いセリフに関してはアニラジアワードとは無関係であるため完全なるお遊びである。
- 『とりあえずサイコパス』[49]

サイコパスなキャラを演じるのが非常に巧みな広瀬裕也に演じてほしいキャラ・セリフを投稿するコーナー。広瀬裕也の専用コーナーであったが、広瀬裕也宛てのお便りよりも宮本侑芽宛てのお便りが大量に届いていた。
また、アニラジアワードに該当する賞はないため番組コンセプトとは異なるコーナーである。

### 『とりあえずRADIO』配信情報
配信スケジュール・配信時間
毎月第2金曜日。
| 放送回 | パーソナリティ    | ゲスト           | 番組内容・備考 | 配信日         |
| ------ | ----------------- | ---------------- | -------------- | -------------- |
| 第1回  | 広瀬裕也 宮本侑芽 |                  |                | 2020年8月14日  |
| 第2回  | 広瀬裕也 宮本侑芽 |                  |                | 2020年9月11日  |
| 第3回  | 広瀬裕也 宮本侑芽 |                  |                | 2020年10月9日  |
| 第4回  | 広瀬裕也 宮本侑芽 |                  |                | 2020年11月13日 |
| 第5回  | 広瀬裕也 宮本侑芽 | オーイシマサヨシ |                | 2020年12月11日 |
| 第6回  | 広瀬裕也 宮本侑芽 |                  |                | 2021年1月8日   |
| 第7回  | 広瀬裕也 宮本侑芽 |                  |                | 2021年2月19日  |
| 第8回  | 広瀬裕也 宮本侑芽 |                  |                | 2021年3月12日  |
| 第9回  | 広瀬裕也 宮本侑芽 |                  |                | 2021年4月9日   |
| 第10回 | 広瀬裕也 宮本侑芽 |                  |                | 2021年5月14日  |
| 第11回 | 宮本侑芽          | 高橋良輔         |                | 2021年6月11日  |
| 第12回 | 広瀬裕也 宮本侑芽 | 若山詩音         |                | 2021年7月9日   |
| 第13回 | 広瀬裕也 宮本侑芽 |                  |                | 2021年8月13日  |
| 第14回 | 広瀬裕也 宮本侑芽 |                  |                | 2021年9月10日  |
| 第15回 | 広瀬裕也 宮本侑芽 |                  |                | 2021年10月8日  |
| 第16回 | 広瀬裕也 宮本侑芽 | 濱野大輝         |                | 2021年11月12日 |
| 第17回 | 広瀬裕也 宮本侑芽 | 会沢紗弥         |                | 2021年12月10日 |
| 第18回 | 広瀬裕也 宮本侑芽 | 斉藤壮馬         |                | 2022年1月14日  |
| 第19回 | 広瀬裕也 宮本侑芽 |                  |                | 2022年2月11日  |
| 第20回 | 広瀬裕也 宮本侑芽 |                  |                | 2022年3月11日  |
| 第21回 | 広瀬裕也 宮本侑芽 |                  |                | 2022年4月8日   |
| 第22回 | 広瀬裕也 宮本侑芽 | 藩めぐみ         |                | 2022年5月13日  |
| 第23回 | 広瀬裕也 宮本侑芽 | 矢野奨吾         |                | 2022年6月10日  |
| 第24回 | 広瀬裕也 宮本侑芽 | 前田佳織里       |                | 2022年7月8日   |
| 第25回 | 広瀬裕也 宮本侑芽 | 鈴木崚汰         |                | 2022年8月12日  |
| 第26回 | 広瀬裕也 宮本侑芽 | 土屋神葉         |                | 2022年9月9日   |
| 第27回 | 広瀬裕也 宮本侑芽 | 若山詩音         |                | 2022年10月14日 |
| 第28回 | 広瀬裕也 宮本侑芽 |                  |                | 2022年11月11日 |
| 第29回 | 広瀬裕也          | 稲田徹           |                | 2022年1月19日  |
| 第30回 | 広瀬裕也          | 濱野大輝         |                | 2023年2月10日  |

2023年3月10日からは、映画『GRIDMAN UNIVERSE』の公開に合わせて番組名を『広瀬裕也と宮本侑芽のとりあえずUNIVERSE』に変更している。

## 広瀬裕也と宮本侑芽のとりあえずUNIVERSE
映画『GRIDMAN UNIVERSE』の公開に合わせて再始動した『SSSS.GRIDMAN』のアニラジ。
『アニメ グリッドマンラジオ とりあえずUNION』と同様、番組内での挨拶は「グリにちは」。番組リスナーの事は「アシストウェポン」と呼び、メール投稿者のラジオネームは「アクセスネーム」と呼んでいる。
番組冒頭では『GRIDMAN UNIVERSE』の主題歌「UNIVERSE」が流されている。
第41回の放送をもって最終回となったが、その後も「広瀬裕也と宮本侑芽の帰ってきた！とりあえずUNIVERSE」と銘打ち不定期更新で最終回以降に計8回の放送を行っている。

### 『とりあえずUNIVERSE』配信情報
配信スケジュール・配信時間
毎月第2金曜日。
| 放送回 | パーソナリティ    | ゲスト                                       | 番組内容・備考                            | 配信日         |
| ------ | ----------------- | -------------------------------------------- | ----------------------------------------- | -------------- |
| 第31回 | 広瀬裕也 宮本侑芽 |                                              |                                           | 2023年3月10日  |
| 第32回 | 広瀬裕也 宮本侑芽 |                                              |                                           | 2023年3月31日  |
| 第33回 | 広瀬裕也          | PC北林（ポニーキャニオン宣伝プロデューサー） |                                           | 2023年4月14日  |
| 第34回 | 広瀬裕也 宮本侑芽 | 若山詩音                                     |                                           | 2023年4月28日  |
| 第35回 | 広瀬裕也 宮本侑芽 | 榎木淳弥                                     |                                           | 2023年5月12日  |
| 第36回 | 広瀬裕也 宮本侑芽 |                                              |                                           | 2023年5月26日  |
| 第37回 | 広瀬裕也 宮本侑芽 |                                              |                                           | 2023年6月9日   |
| 第38回 | 広瀬裕也 宮本侑芽 |                                              |                                           | 2023年6月23日  |
| 第39回 | 広瀬裕也 宮本侑芽 |                                              |                                           | 2023年7月7日   |
| 第40回 | 広瀬裕也 宮本侑芽 | 雨宮哲                                       |                                           | 2023年7月21日  |
| 第41回 | 広瀬裕也 宮本侑芽 |                                              |                                           | 2023年8月4日   |
| 第42回 | 広瀬裕也 宮本侑芽 | 若山詩音                                     | 『帰ってきた！』 提供：『AVIOT』          | 2023年11月24日 |
| 第43回 | 広瀬裕也 宮本侑芽 | 若山詩音 高橋花林                            | 『帰ってきた！』 提供：『AVIOT』          | 2024年1月19日  |
| 第44回 | 広瀬裕也 宮本侑芽 | オーイシマサヨシ                             | 『帰ってきた！』 提供：『AVIOT』          | 2024年3月18日  |
| 第45回 | 広瀬裕也 宮本侑芽 | 濱野大輝                                     | 『帰ってきた！』 提供：『AVIOT』          | 2024年7月19日  |
| 第46回 | 広瀬裕也 宮本侑芽 | 斉藤壮馬                                     | 『帰ってきた！』 提供：『AVIOT』          | 2024年8月30日  |
| 第47回 | 広瀬裕也 宮本侑芽 | 稲田徹                                       | 『帰ってきた！』 提供：『BOARD』          | 2024年10月4日  |
| 第48回 | 広瀬裕也 宮本侑芽 | 内田真礼                                     | 『帰ってきた！』 提供：『AVIOT』          | 2024年10月25日 |
| 第49回 | 広瀬裕也 宮本侑芽 | 濱野大輝 若山詩音                            | 『帰ってきた！』 提供：『AVIOT』 公開収録 | 2024年11月13日 |

## 広瀬裕也と宮本侑芽のとりあえずUNISON
『広瀬裕也と宮本侑芽のとりあえずシリーズ』の第4弾。『AVIOT』と『BOARD』の協賛による、"とりあえず"の名を冠したラジオ番組であり、放送媒体については初回放送から『インターネットラジオステーション音泉』と『YouTube』で配信を行っていたが、第4回以降はYouTubeのみの配信となり、更新頻度も隔月配信から毎月配信となった。毎月配信が決定した月からYouTubeでのメンバーシップを開設し、メンバー限定動画やスタンプ・バッジといった特典を配布している
番組内での挨拶は「とりにちは」。タイトルコールの際にパーソナリティ２人がかならず「せーの」と掛け声をあわせるのは引き続き通例となっている。
愛称は「とりユニ」であり、Xなどでの番組ハッシュタグは「とりユニ」「ゆうゆめ」となっている。
概要としてはパーソナリティ2人のユニゾンのような息の合った掛け合いで、ふたつの音が重なりあって新しい旋律を生み出すように、パーソナリティの新たな魅力を引き出していくラジオとなっている。

### 『とりあえずUNISON』のコーナー
- 「ふつおた」

パーソナリティ、ゲスト宛のメッセージ、 ラジオの感想などのおたよりなど。
- 「とりあえずハーモニー」

リスナーの好きな「音」に関して印象に残っている思い出などを投稿するコーナー。
- 「とりあえずパルファム」

リスナーのみなさんの好きな「香り」「匂い」についてのエピソードなどを投稿するコーナー。
- 「とりあえずウィスパー」

パーソナリティのお2人（広瀬・宮本）がイベントやステージ、他の番組で「こんな言動をとっていましたよ…」というナイショ話をコッソリ投稿するコーナー。

### 『とりあえずUNISON』配信情報
配信スケジュール・配信時間
隔月配信（第1回～第3回）。毎月配信（第4回～）。
| 放送回 | パーソナリティ    | ゲスト | 番組内容・備考 | 配信日         |
| ------ | ----------------- | ------ | --- | -------------- |
| 第1回  | 広瀬裕也 宮本侑芽 |        | | 2024年12月20日 |
| 第2回  | 広瀬裕也 宮本侑芽 |        | | 2025年2月28日  |
| 第3回  | 広瀬裕也 宮本侑芽 |        | 提供：『グッドスマイルカンパニー』(この回のみ追加)                                                                                         | 2025年4月11日  |
| 第4回  | 広瀬裕也 宮本侑芽 |        | 第4回放送はYouTubeでの生配信を予定していたがパーソナリティの宮本侑芽の体調が芳しくなかったことから延期という形を取り通常配信となっている。 | 2025年5月17日  |
| 第5回  | 広瀬裕也 宮本侑芽 | 稲田徹 | | 2025年6月14日  |

## 各シリーズの相違点と共通点
| シリーズ名                                             | 番組コンセプト | 挨拶       | 愛称                       | ハッシュタグ                      | 配信開始日     |
| ------------------------------------------------------ | --- | ---------- | -------------------------- | --------------------------------- | -------------- |
| 『アニメGRIDMAN ラジオ とりあえずUNION』               | TVアニメ『SSSS.GRIDMAN』をパーソナリティの二人がアシストウェポンであるリスナーと一緒にアシストしていくラジオ番組。 | グリにちわ | とりユニ ユニオン グリラジ | #とりユニ #グリラジ #SSSS_GRIDMAN | 2018年10月5日  |
| 『広瀬裕也と宮本侑芽のとりあえずRADIO』                | 広瀬裕也と宮本侑芽の二人がよりパーソナルなトークを送るオリジナル番組。                                             | とりにちわ | とりラジ                   | #とりラジ                         | 2020年8月14日  |
| 『広瀬裕也と宮本侑芽のとりあえずUNIVERSE』             | 映画『GRIDMAN UNIVERSE』をパーソナリティの二人がリスナーと一緒に盛り上げるラジオ番組。                             | グリにちわ | とりユニ グリユニ          | #とりユニ #SSSS_GRIDMAN           | 2023年3月10日  |
| 『広瀬裕也と宮本侑芽の帰ってきた！とりあえずUNIVERSE』 | 映画『GRIDMAN UNIVERSE』をパーソナリティの二人がリスナーと一緒に盛り上げるラジオ番組。                             | グリにちわ | とりユニ グリユニ          | #とりユニ #SSSS_GRIDMAN           | 2023年11月24日 |
| 『広瀬裕也と宮本侑芽のとりあえずUNION』                | ユニゾンのような息の合った掛け合いで、リスナーとともにパーソナリティ2人の新たな魅力を引き出していくラジオ番組。    | とりにちわ | とりユニ ユニゾン          | #とりユニ #ゆうゆめ               | 2024年12月20日 |

## イベント
『アニメGRIDMAN ラジオ とりあえずUNION公開録音』
- 概要：
- 日時：2019年2月10日14時～
- 場所：ワンフェス内「WONDERFUL HOBBY LIFE YOR YOU!!」ブース特設ステージ
- 出演：広瀬裕也、宮本侑芽、上田麗奈、斉藤壮馬

『とりあえずRADI ON STAGE』
- 概要：『ドン・キホーテ』コラボ企画であり該当商品購入による抽選ののち、抽選当選者のみに開催場所の詳細が連絡されるシークレットイベント。
- 日時：2021年6月27日 14:00 ～　15:00
- 場所：東京都内某所
- 出演：広瀬裕也、宮本侑芽、若山詩音

『とりあえずユニバーステージ2023』
- 概要：
- 日時：2023年8月1日(火)18:00開場／18:30開演
- 場所：池袋・サンシャインシティ文化会館ビル4F展示ホールB（ウルトラヒーローズEXPO 2023 サマーフェスティバル）
- 出演：広瀬裕也、宮本侑芽、グリッドマン(Universe Fighter）

## ゲスト
とりあえずUNION
- 第3回[109] - 高橋良輔
- 第4回[110] - 新谷真弓
- 第5回[111] - 上田麗奈、OxT
- 第6回[112] - 斉藤壮馬
- 第8回[113] - 松風雅也
- 第11回[114] - 稲田徹
- 第12回[115] - 緑川光
- 第13回[116] - 雨宮哲
- 第15回[117] - 高橋良輔
- 第17回[118] - 上田麗奈、斉藤壮馬
- 第18回[119] - 鈴村健一
- 第19回[120] - 悠木碧
- 第28回[121] - 小西克幸
- 第35回[122] - 高橋花林
- 第36回[123] - 三森すずこ
- 第37回[124] - 雨宮哲

とりあえずUNION -ラジオCD-
- 録り下ろし特典vol.2[125] - 上田麗奈
- 録り下ろし特典vol.3[126] - 鬼頭明里

とりあえずRADIO
- 第5回[127] - オーイシマサヨシ
- 第11回[128] - 高橋良輔（広瀬の新型コロナウィルス感染によるピンチヒッター）
- 第12回[129] - 若山詩音
- 第16回[130] - 濱野大輝
- 第17回[131] - 会沢紗弥
- 第18回[132] - 斉藤壮馬
- 第22回[133] - 藩めぐみ
- 第23回[134] - 矢野奨吾
- 第24回[135] - 前田佳織里
- 第25回[136] - 鈴木崚汰
- 第26回[137] - 土屋神葉
- 第27回[138] - 若山詩音
- 第29回[139] - 稲田徹
- 第30回[140] - 濱野大輝

とりあえずRADIO -DJCD-
- DJCD[141] - 稲田徹

とりあえずUNIVERSE
- 第33回 - PC北林（ポニーキャニオン宣伝プロデューサー）
- 第34回[142] - 若山詩音
- 第35回[143] - 榎木淳弥
- 第40回[144] - 雨宮哲

帰ってきた！とりあえずUNIVERSE
- 第42回[145] - 若山詩音
- 第43回[146] - 若山詩音、高橋花林
- 第44回[147] - オーイシマサヨシ
- 第45回[148] - 濱野大輝
- 第46回[149] - 斉藤壮馬
- 第47回[150] - 稲田徹
- 第48回[151] - 内田真礼

とりあえずUNISON
- 第5回[152] - 稲田徹